# Ансен, Алан
Алан Ансен (23 января 1922 — 12 ноября 2006) — американский поэт, драматург, представитель бит-поколения.

## Биография
Ансен родился на Лонг-Айленде и обучался в Гарвардском университете, знал много языков. В 1948—1949 годах работал секретарём и ассистентом в исследованиях Уистена Хью Одена. Позже он стал близким другом поэтов и писателей бит-поколения и прототипом многих персонажей их произведений, включая Ролло Греба из «В дороге» Джека Керуака, Эй-Джи из «Голого завтрака» Уильяма Берроуза и других.
Начиная с конца 1960-х, Ансен жил в основном в Афинах, где вращался в кругу писателей, в том числе Джеймса Меррилла и Честера Коллмана.

## Произведения
- The Old Religion (стихотворения, 1959; 300 копий)
- Disorderly Houses: A Book of Poems (1961; Wesleyan Poetry Series)
- William Burroughs: An Essay (1986)
- The Vigilantes: A Fragment (1987; из неопубликованного романа)
- Contact Highs: Selected Poems (1989)
- The Table Talk of W.H. Auden (1989; под редакцией Николаса Дженкинса)